# Hygrobates longipalpis
Hygrobates longipalpis är en kvalsterart som först beskrevs av Hermann 1804.  Hygrobates longipalpis ingår i släktet Hygrobates och familjen Hygrobatidae. Arten är reproducerande i Sverige. Inga underarter finns listade i Catalogue of Life.